# ناتالي باك
 ناتالي آن باك  (مواليد 30 مارس 1989) موديل أمريكية،  وحاملة لقب ملكة جمال كاليفورنيا 2012. عرفت بمشاركتها في مسابقة
أميركا نيكست توب موديل.

## روابط خارجية
- ناتالي باك في دليل عارضة الأزياء
- ناتالي باك على موقع IMDb (الإنجليزية)